# Pedro Uralde
 (septembre 2014).
Si vous disposez d'ouvrages ou d'articles de référence ou si vous connaissez des sites web de qualité traitant du thème abordé ici, merci de compléter l'article en donnant les références utiles à sa vérifiabilité et en les liant à la section « Notes et références ».
Pedro Uralde Hernáez, né le 2 mars 1958 à Vitoria-Gasteiz (Pays basque, Espagne), est un footballeur international espagnol qui jouait au poste d'attaquant. Il a marqué 112 buts en première division espagnole.

## Biographie

### Clubs
Pedro Uralde commence à jouer au football dans les équipes de sa ville natale comme le CD Ariznabarra de Vitoria et l'Aurrerá de Vitoria.
Il est ensuite recruté comme espoir par la Real Sociedad où il joue avec l'équipe réserve. Uralde débute en première division le 3 février 1980 lors du derby basque contre l'Athletic Bilbao. La Real Sociedad l'emporte sur le score de 4 à 0. Lors de la saison 1980-1981, Uralde a un plus grand rôle avec la Real. Il joue 29 matchs de championnat, marque 7 buts et la Real Sociedad remporte pour la première fois le titre de champion. Les premières saisons d'Uralde avec la Real sont les meilleures de sa carrière. Lors de la saison 1981-1982, la Real Sociedad remporte son deuxième titre de champion d'Espagne consécutif. En 1983, le club arrive jusqu'en demi-finale de la Coupe d'Europe.
En 1986, Uralde est recruté par l'Atlético de Madrid. Il ne reste qu'une saison à Madrid avant de signer avec l'Athletic Bilbao. Lors de la saison 1987-1988, il est titulaire indiscutable et marque 15 buts, étant ainsi le meilleur buteur de l'équipe. L'Athletic termine à la 4e place en championnat. La saison suivante, Uralde inscrit 13 buts, mais l'Athletic ne finit que 7e au classement. Lors de la saison 1989-1990, Uralde perd son statut de titulaire et ne marque que 6 buts.
Il quitte Bilbao en 1990 pour rejoindre le Deportivo La Corogne qui joue en deuxième division. Uralde fait partie de l'équipe qui parvient à monter en première division. Lors de la saison 1991-1992, le Deportivo se maintient en première division. En 1992, Pedro Uralde, âgé de 34 ans, met un terme à sa carrière de footballeur. Il devient alors représentant de joueurs.

### Équipe nationale
Pedro Uralde joue trois matchs avec l'équipe d'Espagne. Il débute le 28 avril 1982 en match amical face à la Suisse (victoire 2 à 0). Il joue son deuxième match lors de la Coupe du monde de 1982, contre l'Angleterre. Son troisième et dernier match avec l'Espagne a lieu le 15 octobre 1986 face à l'Allemagne en amical.
Il joue également quelques matchs avec la sélection du Pays basque.

## Palmarès
- Champion d'Espagne en 1981 et 1982 avec la Real Sociedad
- Vainqueur de la Supercoupe d'Espagne en 1982 avec la Real Sociedad